# Lispocephala nuda
Lispocephala nuda är en tvåvingeart som beskrevs av Malloch 1935. Lispocephala nuda ingår i släktet Lispocephala och familjen husflugor. Inga underarter finns listade i Catalogue of Life.